# Gran Premio Costa Azzurra
Il Gran Premio Costa Azzurra è una corsa ippica di Trotto che si svolge ogni anno presso l'ippodromo di Vinovo (Torino).
Creata nel 1963, è una gara internazionale del Gruppo I che si svolge in aprile, riservata ai cavalli di 5 anni e più, su una distanza di 1.600 metri, partenza tramite autostart.
Il monte premi ammonta a 165000 €.

## Palmarès
| Anno | Vincitore             | Paese               | Tempo  | Padre             | Driver                     | Allenatore                 | Secondo            | Terzo              |
| 2017 | Un Mec d'Héripré      | Francia             | 1'11"8 | Orlando Vici      | Jos Verbeeck               | Fabrice Souloy             | Ringostarr Treb    | Timone Ek          |
| 2016 | Pascia'Lest           | Italia              | 1'11"3 | Varenne           | Pietro Gubellini           | Fabrice Souloy             | Princess Grif      | Peace of Mind      |
| 2015 | Pace del Rio          | Italia              | 1'12"2 | Varenne           | Santo Mollo                | Massimo Finetti            | Napoleon Bar       | Rue du Bac         |
| 2014 | Napoleon Bar          | Italia              | 1'11"3 | Varenne           | Enrico Bellei              | Fabrice Souloy             | Mack Grace SM      | Owen CR            |
| 2013 | Mack Grace SM         | Italia              | 1'11"8 | CC's Chuckie T    | Roberto Andreghetti        | Lucio Colletti             | Orsia              | Mirtillo Rosso     |
| 2012 | Napoleon Bar          | Italia              | 1'12"  | Varenne           | Enrico Bellei              | Fabrice Souloy             | Newyork Newyork    | Martina Grif       |
| 2011 | Lisa America          | Italia              | 1'12"5 | Varenne           | Torbjörn Jansson           | Jerry Riordan              | Look Mp            | Merckx Ok          |
| 2010 | La Dany Bar           | Italia              | 1'11"5 | Love You          | Marco Smorgon              | Marco Smorgon              | Livenza            | Lisa America       |
| 2009 | Opal Viking           | Svezia              | 1'12"8 | Turnpike Taylor   | Jorma Kontio               | Nils Enqvist               | Gorniz             | Ismos FP           |
| 2008 | Gorniz                | Italia              | 1'12"3 | Ganymède          | Gennaro Casillo            | Claus Ernst Hollmann       | Genarelay Like     | Filipp Roc         |
| 2007 | Frisky Bieffe         | Italia              | 1'12"8 | Indro Park        | Pietro Gubellini           | Edoardo Gubellini          | El Niño            | Was It A Dream     |
| 2006 | Smashing Victory      | Svezia              | 1'12"6 | Smasher           | Björn Goop                 | Olle Goop                  | Ludo de Castelle   | Early Maker        |
| 2005 | Gigant Neo            | Svezia              | 1'12"  | Super Arnie       | Jos Verbeeck               | Stefan Melander            | Prime Prospect     | Pegasus Boko       |
| 2004 | Prime Prospect        | Stati Uniti         | 1'12"3 | Primrose Lane     | Enrico Bellei              | Holger Ehlert              | Civil Action       | Freiherr As        |
| 2003 | Brandy Dei Fiori      | Italia              | 1'13"9 | Waikiki Beach     | Fabrizio Ciulla            | Moreno Monti               | Boss di Jesolo     | Allison Hollow     |
| 2002 | Brad's Photo          | Stati Uniti         | 1'14"  | SJ's Photo        | Enrico Bellei              | Holger Ehlert              | Zidane Om          | Arctic Star        |
| 2001 | Uniforz               | Italia              | 1'14"1 | Crown's Cristy    | Andrea Guzzinati           | Giuseppe Guzzinati         | Presta Yankee      | Vidar              |
| 2000 | Moni Maker            | Stati Uniti         | 1'12"7 | Speedy Crown      | Jimmy Takter               | Jimmy Takter               | Tome de Sousa      | Kejsare Sund       |
| 1999 | Louise Laukko         | Finlandia           | 1'13"6 | Fly Caster        | Jorma Kontio               | Anders Lindqvist           | Somolli Silvio     | Uniforz            |
| 1998 | Moni Maker            | Stati Uniti         | 1'14"1 | Speedy Crown      | Wally Hennessey            | Jimmy Takter               | Wesgate Crown      | Huxtable Hornline  |
| 1997 | Crowning Classic      | Stati Uniti         | 1'13"7 | Crowning Point    | Mauro Baroncini            | Walter Baroncini           | Triple T Storm     | Gum Ball           |
| 1996 | Crowning Classic      | Stati Uniti         | 1'12"4 | Crowning Point    | Mauro Baroncini            | Mauro Baroncini            | Lender Hanover     | Toss Out           |
| 1995 | Houston Laukko        | Finlandia           | 1'13"6 | Choctaw Brave     | Jorma Kontio               | Pekka Yli-Houhala          | Ina Scot           | Toss Out           |
| 1994 | Uconn Don             | Stati Uniti         | 1'13"2 | Super Bowl        | Andrea Baveresi            | Andrea Baveresi            | McCluckey          | Mint di Iesolo     |
| 1993 | Columnist             | Stati Uniti         | 1'13"  | Speedy Crown      | Giuseppe Guzzinati         | Giuseppe Guzzinati         | Invredible D.J.    | Uconn Don          |
| 1992 | Atas Fighter L.       | Svezia              | 1'14"1 | Quick Pay         | Jim Frick                  | Torbjörn Jansson           | Peace Corps        | Invredible D.J.    |
| 1991 | Peace Corps           | Stati Uniti         | 1'13"5 | Baltic Speed      | Stig H. Johansson          | Stig H. Johansson          | Yourworstnightmare | Miss Baltic        |
| 1990 | Friendly Face         | Stati Uniti         | 1'13"8 | Speedy Somolli    | Pekka Korpi                | Pekka Korpi                | Power              | Hollyhurst         |
| 1989 | Hollyhurst            | Stati Uniti         | 1'15"2 | Florida Pro       | Lorenzo Baldi              | Giancarlo Baldi            | Feystongal         | Indus              |
| 1988 | Hollyhurst            | Stati Uniti         | 1'14"8 | Florida Pro       | Giancarlo Baldi            | Giancarlo Baldi            | Kenvil             | Pay Nibs           |
| 1987 | Esotico Prad          | Italia              | 1'13"9 | Sharif di Iesolo  | Giuseppe Guzzinati         | Giuseppe Guzzinati         | Host of Waverly    | Newmarket S.       |
| 1986 | Glenn Kosmos          | Stati Uniti         | 1'15"  | Speedy Crown      | Ilkka Korpi                | Pekka Korpi                | Blim               | Evita Broline      |
| 1985 | The Onion             | Svezia              | 1'14"1 | Quick Pay         | Stig H. Johansson          | Stig H. Johansson          | Classy Rogue       | Evita Broline      |
| 1984 | U.S.Thor Viking       | Stati Uniti         | 1'15"  | Nevele Pride      | William Casoli             | William Casoli             | The Onion          | Noble du Pont      |
| 1983 | Ghendero              | Italia              | 1'15"2 | Sharif di Iesolo  | Giuseppe Rossi             | Giuseppe Rossi             | Idéal du Gazeau    | Song and Dance Man |
| 1982 | Hêtre Vert            | Francia             | 1'16"1 | Sabi Pas          | Enzo Malvicini             | Enzo Malvicini             | Ghendero           | Zebu               |
| 1981 | Idéal du Gazeau       | Francia             | 1'15"2 | Alexis III        | Eugène Lefèvre             | Eugène Lefèvre             | Gibson             | Contingent See     |
| 1980 | Idéal du Gazeau       | Francia             | 1'15"6 | Alexis III        | Eugène Lefèvre             | Eugène Lefèvre             | Song and Dance Man | The Last Hurrah    |
| 1979 | The Last Hurrah       | Stati Uniti         | 1'14"4 | Ayres             | Vivaldo Baldi              | Vivaldo Baldi              | Granit             | Hillion Brillouard |
| 1978 | The Last Hurrah       | Stati Uniti         | 1'15"8 | Ayres             | Vivaldo Baldi              | Vivaldo Baldi              | Granit             | Quick Hollandia    |
| 1977 | Waymaker              | Stati Uniti         | 1'15"5 | Star's Pride      | Giovanni Ceccato           | Giovanni Ceccato           | Dauga              | Franca Maria       |
| 1976 | Bellino II            | Francia             | 1'14"5 | Boum III          | Jean-René Gougeon          | Jean-René Gougeon          | Wayne Eden         | Dimitria           |
| 1975 | Dimitria              | Francia             | 1'15"8 | Mario             | Léopold Verroken           | Léopold Verroken           | Wayne Eden         | Timothy T          |
| 1974 | Top Hanover           | Stati Uniti         | 1'17"2 | Ayres             | Gerhard Krüger             | Gerhard Krüger             | Bébé du Parnasse   | Balade Royale      |
| 1973 | Carosio               | Italia              | 1'16"4 | Hurst Hanover     | Giancarlo Baldi            | Giancarlo Baldi            | Latest Record      | Top Hanover        |
| 1972 | Dart Hanover          | Stati Uniti         | 1'16"1 | Hoot Mon          | Berndt Lindstedt           | Berndt Lindstedt           | Keystone Spartan   | Murray Mir         |
| 1971 | Une de Mai            | Francia             | 1'18"7 | Kerjacques        | Jean-René Gougeon          | Jean-René Gougeon          | Murray Mir         | Amazin Willie      |
| 1970 | Une de Mai            | Francia             | 1'15"8 | Kerjacques        | Jean-René Gougeon          | Jean-René Gougeon          | Dazzling Speed     | Dart Hanover       |
| 1969 | Tidalium Pelo         | Francia             | 1'16"3 | Jidalium          | Jean Mary                  | Jean Mary                  | Be Sweet           | Agaunar            |
| 1968 | Eileen Eden Roquépine | Stati Uniti Francia | 1'16"8 | Spectator Atus II | J. Frømming Henri Levesque | J. Frømming Henri Levesque | Spin Speed         |                    |
| 1967 | Roquépine             | Francia             | 1'17"2 | Atus II           | Henri Levesque             | Henri Levesque             | Lansing Hanover    | Pick Wick          |
| 1966 | Marengo Hanover       | Stati Uniti         | 1'17"2 | Hickory Smoke     | William Casoli             | Henri Levesque             | Oscar RL           | Petit Amoy F       |
| 1965 | Elma                  | Stati Uniti         | 1'16"1 | Hickory Smoke     | Johannes Frømming          | Johannes Frømming          | Behave             | Nike Hanover       |
| 1964 | Nixon                 | Stati Uniti         | 1'17"4 | Star's Pride      | Ermanno Lizzi              | Ermanno Lizzi              | Tercel             | Brogue Hanover     |
| 1963 | Firestar              | Stati Uniti         | 1'17"4 | Star's Pride      | Gioacchino Ossani          | Gioacchino Ossani          | Nike Hanover       | Ozo                |